# Terra Nova – Az új világ
A Terra Nova sci-fi- és dráma elemeket vegyítő amerikai televíziós sorozat. 2011 szeptemberében indult a Foxon, de a magas költségek és az alacsony nézettség miatt egy szezon után a tv-csatorna nem rendelte meg a folytatást 2012-ben.
Az első, dupla epizódot májusban mutatták volna be az Egyesült Államokban, de márciusban bejelentették, hogy a premiert inkább őszre tolják. Szeptemberben az amerikai FOX csatorna tűzte műsorára.

## Történet
2149-ben a Föld haldoklik, az életkörülmények egyre rosszabbak. A tudósok egy véletlen kísérlet folytán kaput nyitnak a múltba, melyen át lehetőség nyílik Terra Nova, vagyis egy új világ létrehozására. Nathaniel Taylor parancsnoksága alatt új település építésébe kezdenek a 85 millió évvel korábbi, még dinoszauruszokkal teli Föld egy alternatív múltjában. Jim Shannon és családja a 9. telepes csoporttal érkezik meg kissé viharos körülmények között. A Shannon-család a Földön törvényt szegett azzal, hogy kettő helyett harmadik gyermeket vállaltak, így Jim börtönből menekülve érkezik az új világba.
Az ősi Földön Terra Novától elkülönülten él egy lázadó csapat, a „hatosok”. Őket azért küldték vissza, hogy eltávolítsák a kolónia éléről Taylor parancsnokot. Az új Földre egyes csoportok nem az új élet lehetőségeként, hanem csak egy újabb kiaknázható területként tekintettetek, Taylor pedig ezt igyekszik megakadályozni. A Terra Nován élő kolóniának a körülményekkel, a dinoszauruszokkal és a „hatosokkal” is meg kell küzdenie, ha fel akarja építeni az új civilizációt.
|  | Alább a cselekmény részletei következnek! |

## A történet fő szála
Az egyszerű koloniális telep kiépítésénél jóval komplikáltabb helyzettel szembesül a Shannon-család. Idővel kiderül, hogy Terra Nova létrehozásának célja egyesek számára nem egyfajta "Új Föld" megalapítása, hanem a régi Föld egyes érdekcsoportjai kívánják kiaknáznia azt saját hasznukra. A kapu csak egyirányú utazást tesz lehetővé, ezért szükség van egy kutatótelep létrehozására Terra Nován, amely onnan építi ki a kétoldalú kapcsolatot. Az önző célt azonban leplezni kell, így felhasználják az Új Világ imázsát, amíg a kétirányú forgalom lehetővé nem válik. Ezen kutatás fő megbízottja és a titok beavatottja Nathaniel Taylor parancsnok fia, Lucas. Miután Taylor parancsnok szembesül az igazsággal, száműzi fiát, és mindenki az általa kitűzött célért kezd dolgozni. Taylor parancsnok szinte minden eszközt bevet, hogy Terra Nova az az ideális kolónia legyen, amit a köztudat elvár és megismer. Miután a földi érdekcsoportok szembesültek vele, hogy Nathaniel Taylor akadályozza tervüket, a hatodik bevándorló hullám közé saját beépített embereiket csempészik, hogy a parancsnokot kiiktassák. Első kísérletük kudarcba fullad, végül egyfajta gerillaharcba kényszerülnek szűkös készletekkel. Lucasnak köszönhetően azonban ők is rendelkeznek kapcsolattal és befolyással a 2149-es Földön. A terraiak a szakadár csoportot csak úgy hívják, hogy a „hatosok”.

## Szereplők

### Főszereplők
- Jim Shannon (Jason O'Mara), a Shannon család feje
- Nathaniel Taylor (Stephen Lang), a kolónia karizmatikus és szigorú vezetője
- Elisabeth Shannon (Shelley Conn), Jim felesége, sebész
- Mira (Christine Adams), a „hatosok” női vezetője, tapasztalt, céltudatos, harcos ellenfele Taylor parancsnoknak.
- Josh Shannon (Landon Liboiron), a tizenhét éves Josh
- Maddy Shannon (Naomi Scott), Jim és Elisabeth tizenhat éves tudományos érdeklődésű lánya
- Skye (Allison Miller), a Terra Nova kolónia egyik régi lakója és a kolónia árulója
- Alicia Washington (Simone Kessel), Taylor helyettese, talpraesett és ügyes nő.

### Mellékszereplők
- Deborah Tate (Caroline Brazier), Skye beteg anyja, akit a „hatosok” túszként tartanak fogva.
- Tom Boylan (Damien Garvey), Terra Nova gyanús életű bártulajdonosa, leszerelt katona, aki folyton kétes ügyekbe keveredik Taylor parancsnok nagy bosszúságára.
- Mark Reynolds (Dean Geyer), katona, Maddy udvarlója.

### Szinkronhangok
- Jim Shannon (Jason O'Mara) - Csík Csaba Krisztián
- Frank Taylor (Stephen Lang) - Rosta Sándor
- Elisabeth Shannon (Shelley Conn) - Huszárik Kata
- Mira (Christine Adams) - Bertalan Ágnes
- Josh Shannon (Landon Liboiron) - Szvetlov Balázs
- Maddy Shannon (Naomi Scott) - Czető Zsanett
- Skye (Allison Miller) - Pekár Adrienn
- Zoe Shannon (Alana Mansour) - Koller Virág

## Epizódok
| # | Cím                                | Rendező          | Író | Premier                               | Nézettség   |
| --- | ---------------------------------- | ---------------- | --- | ------------------------------------- | ----------- |
| 1. | A jövő kezdete 1. rész (Genesis 1) | Alex Graves      | Kelly Marcel & Craig Silverstein tévéjáték: Craig Silverstein & Kelly Marcel és Brannon Braga & David Fury | 2011. szeptember 26. 2012. október 2. | 9,22 millió |
| (1-2 rész egyben leadott dupla rész és egyben pilot) A 2149-es évben a Föld minden élőlényét a kihalás fenyegeti, a Föld pedig haldoklik. A tudósok egy véletlen kísérlet során egy különleges térhasadást fedeznek fel. E felfedezés segítségével térkaput hoznak létre, amivel egy alternatív múltba lehet vissza utazni és új kolóniát alapítani egy új kezdethez. Habár a kommunikációs kapcsolat kétirányú, az utazás csak egy irányba lehetséges. Aki Terra Novára utazik az nem térhet onnan vissza. Ez az alternatív múltbéli világ a 85 millió évvel ezelőtti dinoszauruszok által uralt földi világ hasonmása. A telepesek több hullámban érkeznek és fokozottan építik fel Terra Novát Nathaniel Taylor parancsnok irányítása alatt. Ide érkezik meg a Shannon-család viharos körülmények között menekülve, mert a Földön megsértették a népességszabályozási törvényeket, és szembe szegültek a hatóságokkal, de az új világban új életet kezdhetnek. |                                    |                  | |                                       |             |
| 2. | A jövő kezdete 2. rész (Genesis 2) | Alex Graves      | Brannon Braga & David Fury                                                                                 | 2011. szeptember 26.                  | 9,22 millió |
| (1-2 rész egyben leadott dupla rész és egyben pilot) A családfő Shannon, mint "potyautas" kezdetben kisegítő munkát kap csak Terra Nován. Josh kivételével mindenki viszonylag könnyen beilleszkedik az új életmódba. Egy incidens folyamán az újonnan jövő bevándorlók is tudomást szereznek Terra Nova egyik árnyoldaláról, a szakadár "hatosokról". Shannon határozott fellépésével kiérdemli Taylor parancsnok bizalmát. Josh a telepen összeismerkedik egy Skye nevű lánnyal, aki miután szimpatikusnak találja a fiút, bemutatja társainak. Egy kis kalandra is vállalkoznak a lázadozó fiatalok és kiszöknek a falakon kívülre. |                                    |                  | |                                       |             |
| 3. | Állati ösztön (Instinct)           | Jon Cassar       | René Echevarria & Brannon Braga                                                                            | 2011. október 3.                      | 8,73 millió |
| Miközben az új lakosok túlélő képzésen vesznek részt Terre Nován, váratlan új lények bukkannak fel a környéken, a repülő ősgyíkok, akinek száma napról-napra növekszik. A Shannon család élete sem zökkenőmentes, kiderül, hogy Jim felesége, Elisabeth nem véletlen került a kolóniába. Taylor megkéri Jimet, derítse ki, ki az, aki a "hatosok" besúgója a táborban. |                                    |                  | |                                       |             |
| 4. | Vírus (What Remains)               | Nelson McCormick | Brynn Malone                                                                                               | 2011. október 10.                     | 7,00 millió |
| Az egyik kutatási részleggel, ami távolabb esik Terra Novától megszakad a kapcsolat. Taylor parancsnok a Elisabeth-tel együtt elmegy kivizsgálni az esetet. Furcsa vírus betegíti meg az ottaniakat, rövid időn belül emlékezetvesztés, majd katatónia áll be a betegeken. |                                    |                  | |                                       |             |
| 5. | A kis szökevény (The Runaway)      | Jon Cassar       | Barbara Marshall                                                                                           | 2011. október 17.                     | 8,31 millió |
| Egy árva lány, Leah, menedéket keres Terra Novában, aki a "hatosoktól" menekült. Mira igyekszik visszaszerezni a lányt, de célja ennél jóval több. Előkerül egy titokzatos tárgy. |                                    |                  | |                                       |             |
| 6. | Csapda (Bylaw)                     | Nelson McCormick | Paul Grellong                                                                                              | 2011. október 31.                     | 6,59 millió |
| A 19-A kommunikációs toronynál Foster egy raptor áldozatául esik, miközben be akar jutni a létesítménybe. Jim rájön, nem egyszerű baleset történt, hanem gyilkosság. Gyilkosát, Current száműzi Taylor. Elisabeth és Malcolm Zoe kedvéért megpróbál segíteni egy még meg nem született Ankylosaurusnak. Boylan összehoz egy találkozót Mira és Josh között, ami egy alkuban teljesedik ki. |                                    |                  | |                                       |             |
| 7. | A meteor éjszakája (Nightfall)     | Jon Cassar       | Terry Matalas & Travis Fickett                                                                             | 2011. november 7.                     | 7,75 millió |
| Egy felrobbanó meteor olyan elektromágneses impulzust gerjeszt, amely tönkretesz minden elektromágneses energiával működő fegyvert és eszközt Terra Novában, így a kolónia sebezhetővé válik. Maddy és Reynolds kinn ragadnak a táboron kívül, csak magukra számíthatnak. A "hatosok" kihasználják a lehetőséget, hogy ki-be járkálhatnak Terra Novában. |                                    |                  | |                                       |             |
| 8. | Bizonyíték a jövőből (Proof)       | Bryan Spicer     | David Graziano & Brynn Malone                                                                              | 2011. november 14.                    | 7,01 millió |
| Josh, hogy végre vissza kaphassa barátnőjét, teljesíti a "hatosok" kérését, gyógyszert kell lopnia saját anyjától. Maddy találkozik kedvenc geológusával, de rájön, hogy a tudós nem az, akinek mondja magát. Azonban nyomozása majdnem a vesztét okozza. |                                    |                  | |                                       |             |
| 9. | A szitakötő (Vs.)                  | Bryan Spicer     | Jose Molina                                                                                                | 2011. november 21.                    | 6,5 millió  |
| Terra Novában ünnepség készül. Taylor próbálja vallatni Boylant a besúgó kiléte felől, ám Taylor távollétében Jim egy rejtélyről kap információkat. Jim egy titokzatos holttest után kezd nyomozni, végül Taylor elmondja neki az igazságot az ügyről. |                                    |                  | |                                       |             |
| 10. | Üzenet a fényben (Now You See Me)  | Karen Gaviola    | Paul Grellong                                                                                              | 2011. november 28.                    | 7,19 millió |
| Taylor a fia által hagyott jeleket figyeli, amikor Mira elkapja őt. Később fordul a kocka, Taylor veszi át a vezetést, majd közösen kell harcolniuk a rájuk támadó dinoszauruszok ellen. Jim még mindig a kém nyomában van. Kiderül, hogy Skye az, aki információval látja el a "hatosokat", mert azok ápolják beteg anyját. Mielőtt kiderülne, Skye megsemmisíti a rá utaló DNS bizonyítékot. |                                    |                  | |                                       |             |
| 11. | A képlet (Within)                  | Karen Gaviola    | Barbara Marshall                                                                                           | 2011. december 12.                    | 6,88 millió |
| Taylor fia, Lucas megzsarolja Skye-t, hogy segítsen neki, hogy rájöhessen a portál kétirányú működésére. Jim végre sikerrel jár, rájön, hogy Skye az áruló. Lucas visszamegy 2149-be a portálon át, így bármikor nagy erejű támadás várható Terra Nova ellen. Skye beavatja anyját, hogy a kémkedéssel szerzi neki a gyógyszert, majd anyja kérésére véget vet ennek. Meglepetésére a "hatosok" közé beépült Curren visszahozza neki őt. |                                    |                  | |                                       |             |
| 12. | Nincs visszaút (Occupation)        | Jon Cassar       | Brynn Malone & Barbara Marshall                                                                            | 2011. december 19.                    | 7,18 millió |
| (12-13 rész egyben leadott dupla szezon záró rész) Terra Nova felkészül a támadásra, érkezik a 11. telepes csoport. Az első pár telepes után egy merénylő érkezik testére szerelt bombával, hatalmas pusztítást okozva a kapu körül. Mire az eszméletét vesztett Jim magához tér, Terra Nova romokban van és Lucas, Mira és idegen hadsereg uralja. A telepesek bentről látják információval Taylort és csapatát, hogy ők rajtaütéseikkel gyengítsék és akadályozzák Lucas zsoldosait. |                                    |                  | |                                       |             |
| 13. | Ellenállás (Resistance)            | Jon Cassar       | Terry Matalas & Travis Fickett                                                                             | 2011. december 19.                    | 7,18 millió |
| (12-13 rész egyben leadott dupla szezon záró rész) Jim kiszökteti családját Terra Novából. Jim küldetése lesz, hogy az átjárót megsemmisítse a jövőbeli oldalon, így többé nem érkezhet Terra Novába új ellenség. |                                    |                  | |                                       |             |

|  | Itt a vége a cselekmény részletezésének! |

## Forgatások és vetítések
A Terra Nova első évadja 2011. szeptember 26-án indult a Fox csatornán. Az első évadra 13 részt rendelt meg a csatorna. Az első részek visszafogott nézettséget hoztak, és számos rossz kritikát kaptak, majd esett a nézőszám. Néhány rész után novemberben megállt a negatív tendencia, de máig kérdéses, hogy a költségigényes produkcióból lesz-e második szezon.
A forgatások Ausztráliában zajlottak, de az időjárás sokszor közbeszólt. Volt olyan, hogy a stábnak 24 órára le kellett állnia az esőzések miatt, és a felszereléseket szállító járművek is többször elakadtak a sárban. Ennek ellenére azért a kétórás pilotot sikerült 28 nap alatt leforgatniuk.
Korábban sem volt minden rendben a sorozattal. Steven Spielberg készülő nagyszabású sorozatából a kiszivárgott információk szerint a teljhatalommal rendelkező Spielberg Brannon Braga executive produceren kívül minden írót elküldött.
Az eset nem maradhatott sokáig titokban, az az információ is kiszivárgott, hogy az írók heti 200 000 dolláros fizetést kaptak, amiért eddig felettébb keveset teljesítettek. A már többször is beharangozott sorozat pilot epizódja minden idők legdrágább produkciójának ígérkezik, de a főmogul véget vetett a fölösleges pénzdobálásnak. Idővel természetesen felvettek új alkalmazottakat a régiek helyére.

### A sorozat jövője
Noha a FOX 2012 elejére ígérte a döntést a második szezonról, még február közepére se dőlt el a sorozat sorsa. A halogatás miatt találgatásokba kezdtek a rajongók, és kampányt indítottak a sorozat megmentéséért. Hogy kifejezzék elhivatottságukat, arra kértek mindenkit, aki megkedvelte a sorozatot, hogy a FOX székhelyére küldjön egy műanyag dinoszaurusz-figurát. Mindenesetre sokan kedvező jelnek fogták fel, hogy a stúdió bejelentette másik sorozata, Doktor House befejezését, így a költségvetésben komoly összegek szabadulnak fel a következő évben.
Mindezek ellenére a Fox 2012. március 6-án bejelentette, hogy nem kéri be a második évadot. Így a sorozat a közeljövőben nem folytatódik a csatornánál, és a távoli jövőben technikailag is kicsi az esély a sorozat újraindítására. Habár megpróbálják egy másik csatornának értékesíteni a Terra Novát, a nézettségi adatok miatt nem túl vonzó a termék a konkurens adóknak.

## Produkciós jegyzetek
A Terra Nova a 20th Century Fox Television produkciója, a Chernin Entertainment és a Kapital Entertainment együttműködésével. A sorozat executive producerei a Jurassic Park-filmek rendezője, Steven Spielberg és Brannon Braga, illetve David Fury.  A pilotot Ausztráliai Queenslandben vették fel.